# Kurt Vonnegut
Kurt Vonnegut (magyar ejtése: [kört vonegut], amerikai angol: IPA [ˌkɜːɹt ˈvɑːnəgət]; Indianapolis, 1922. november 11. – New York, 2007. április 11.) amerikai regényíró és esszéista. Pályája kezdetétől 1975-ig Kurt Vonnegut Jr. néven írt. A 20. század második felén átívelő írói munkássága a kortárs amerikai irodalom és ellenkultúra egyik legnagyobb és legnépszerűbb alakjává, kultikus figurájává avatta.
A kevéssé termékeny írók közé tartozott: tizennégy regényt, háromkönyvnyi elbeszélést, pár esszékötetet és visszaemlékezést írt, műveinek irodalmi értéke azonban kiemelkedő. Humanista (szekuláris humanizmus) világnézete, bölcs társadalombírálata, kritikus, de a kíméletlenségig őszinte egyénisége, szarkasztikus humora, sajátos hangulat- és világteremtő képzelete (például Kilgore Trout vagy a bokononizmus megformálása) vitathatatlanul a 20. századi irodalom legnagyobb hatású íróegyéniségei közé emelte. Ellenlábasai szerint alapvetően kommunisztikus, Amerika- és kereszténységellenes eszmeisége is felelőssé tehető a 20. század végi amerikai társadalom morális válságáért.
Legismertebb és világszerte legtöbb kiadást megért regényei a Macskabölcső, Az ötös számú vágóhíd és a Bajnokok reggelije. Magyarul megjelent valamennyi regénye, továbbá két-két önéletrajzi, elbeszélés- és esszékötete is. Több regényét ő maga illusztrálta hanyag vonalvezetésű, egyéni rajzaival.

## Élete

### Családi háttér és gyermekkor
Vonnegut ükapja, Clemens Vonnegut
1848-ban a németországi, vesztfáliai Münster környékéről vándorolt be az Egyesült Államokba, és 1850-ben Indianapolisban telepedett le. Leszármazottai a helyi német polgárság prominens tagjai lettek, Vonnegut apai nagyapja és apja is építész volt. Az önmagát pacifistának és ateistának valló család az első világháborúig eleven kapcsolatot ápolt az anyaországgal: Vonnegut apja mint harmadik generációs amerikai még németországi iskolákba járt és folyékonyan bírta a német nyelvet, akárcsak későbbi felesége, Kurt Vonnegut édesanyja. Az első világháborút követően – amelyben az Egyesült Államok és Németország szemben állt egymással – az amerikaiak gyanakvással tekintettek az amerikai németekre, s bár a Vonnegutok otthonukban továbbra is németül beszéltek egymással, a legifjabb generáció – Kurt Vonnegut és nemzedéke – már meg sem tanulta a nyelvet.
Apja, id. Kurt Pilgrim Vonnegut építész (1884–1957), és anyja, Edith Sophia Lieber (1888–1944) – egy gazdag indianapolisi német sörfőzde-tulajdonos leánya – 1913. november 22-én kötöttek házasságot. Vonnegut 1922. november 11-én – az első világháborút lezáró compiègne-i béke negyedik évfordulóján, a fegyverszünet napján – látta meg a napvilágot szülei harmadik gyermekeként. Bátyja, Bernard Vonnegut (1914–1997) később légkörfizikus (nevéhez fűződik az a felfedezés, hogy ezüst-jodid-permet hatására a felhőkből eső formájában csapadék nyerhető), nővére, Alice Vonnegut (1917–1958) pedig szobrász lett. Noha apjuk az 1920-as években még számos indianapolisi épületet tervezett, a nagy gazdasági világválság következtében 1929 után nem kapott megbízást. Visszavonult, és művészi tevékenységgel töltötte idejét. Vonnegut édesanyja súlyos, élete végéig tartó depresszióban szenvedett, végül 1944. május 14-én nyugtató-túladagolással végzett magával.
A megélhetési nehézségek miatt 1930-ban Kurtot kivették az Orchard School magániskolából, beíratták a 43. számú köziskolába, majd 1936-ban a Shortridge High Schoolba. Erről a változásról későbbi írásaiban jótéteményként emlékezett meg, mert így „módjában állt érdekes emberekkel megismerkednie”. Az iskolában az ország első naponta megjelenő diákújságja, a Shortridge Daily Echo riportere, utóbb rovatvezetője, majd szerkesztője lett. Később világszerte védjegyévé vált szarkasztikus humora már ezekben a korai években is erőteljesen megmutatkozott.

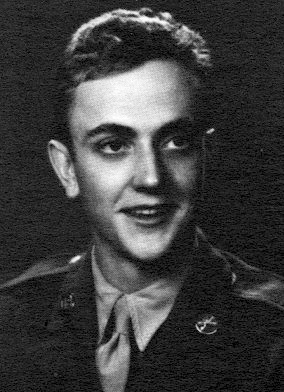
Hivatalos katonai portréja 1940-ből

### Egyetemi tanulmányok és a második világháború
Vonnegut 1940-ben leérettségizett és az ithacai Cornell Egyetem biokémia szakára iratkozott be, valamint az egyetemi újság, a Cornell Daily Sun rovatvezetője és felelős szerkesztője lett. Pacifista világnézetének ellenére, miután az Egyesült Államok is hadba lépett a szövetséges hatalmak oldalán, 1943 márciusában önkéntesként belépett a hadseregbe. A Carnegie Institute of Technologyba és a Tennesseei Egyetemre vezényelték, ahol hadmérnöki tanulmányokat folytatott, majd az európai hadszíntéren a 106. Gyalogos Hadosztály felderítője lett, és 1944. december 22-én az ardenneki csata során német hadifogságba esett. Társaival együtt egy drezdai üzembe osztották be munkára, ahol kismamák számára készítettek tápláló malátaszörpöt. Itt – a szállásukul szolgáló vágóhíd pincéjében – lett tanúja és túlélője Drezda szőnyegbombázásának 1945. február 13-án, amelynek során a szövetséges brit és amerikai légierők porig rombolták a várost. Meghatározó élménye és művészi ihlető forrása lett későbbi munkásságának a Drezdában átélt borzalom, az emberi gonoszság előidézte apokalipszis (Az ötös számú vágóhíd című regényének egyik fő motívuma). 1945. május 22-én a Bíbor Szív kitüntetettjeként, őrvezetői rangban leszerelt.

### Regényírói karrier

#### Út az elismertség felé (1946–1963)
A háborúból hazatérve, szeptemberben összeházasodott gyermekkori szerelmével, Jane Marie Coxszal és Chicagóban telepedtek le. Decemberben beiratkozott a Chicagói Egyetem antropológia szakára, de tanulmányi előmenetele nem volt zökkenőmentes. Egyetemi évei alatt félállásban bűnügyi riporteri munkát vállalt a chicagói városi hírszolgálatnál (Chicago City News Bureau). 1946-ban A Jó és a Rossz váltakozása a természeti népek meséiben (On the Fluctuations between Good and Evil in Simple Tales) című diplomamunkáját visszautasították (negyedszázad elteltével, 1971-ben a Chicagói Egyetem Macskabölcső című regényét disszertációként elfogadva megadta Vonnegutnak a tudományos fokozatot).
A csalódott Vonnegut 1947-ben felvételét kérte a General Electric schenectadyi kutatólaboratóriumába, amelynek reklám- és propagandaosztályán dolgozott mint reklámszerző és közönségszolgálati levelező. Az itt eltöltött évek során vegyes tapasztalatokat szerzett: egyfelől csodálta a hatékonyan szervezett, óraműpontossággal működő ipart, másrészt elborzasztotta a már gépiesített, és további gépiesítés előtt álló világ lélekromboló víziója. Munkája mellett és annak hatására tudományos-fantasztikus (science fiction) elbeszéléseket küldött különféle folyóiratokba, mígnem a Collier’s 1950. február 11-én megjelentette első novelláját (Report on the Barnhouse effect, magyarul Beszámoló a Barnhouse-effektusról, Szilágyi Tibor fordítása). Ebben az évben további két elbeszélést sikerült eladnia. Az ezekért kapott összeg messze meghaladta egyévi fizetését, így még abban az évben felmondott munkahelyén, és családjával a massachusettsi Cod-fokra (Cape Cod), Provincetownba, majd Osterville-be költözött. Schenectadyi tapasztalatai alapján minden idejét első regénye megírásának szentelte (Player Piano, 1952, magyarul Utópia 14, Utópia és Gépzongora címen is megjelent).
Az autodidakta módon íróvá lett Vonnegut első három regényét (Utópia 14, 1952; A Titán szirénjei, 1959 és Éj anyánk, 1961) nem fogadta siker. Ebben az időszakban abból tartotta el családját, hogy különböző képes magazinokhoz küldte be elbeszéléseit (Collier’s, The Saturday Evening Post, Ladies’ Home Journal, Cosmopolitan, Argosy, Redbook; ezek nagy része a később kiadott novellagyűjteményeiben megtalálható). Az 1950-es évek közepétől azonban – a televízió terjedésének következményeként – a képes magazinok aranykorának bealkonyult. Vonnegut mellékállásban először egy bentlakásos iskolában angolt tanított, később reklámszövegeket gyártott egy bostoni cégnek, majd egy Saab-autókereskedésnél dolgozott.

#### Sikerregények és sikerdarabok (1963–2007)
Végül az 1963-ban megjelent Macskabölcső hozta meg számára az elismerést, elsősorban irodalmi underground közegben és az egyetemi ifjúság körében. Az áttörést az 1969-ben megjelent, a drezdai élményei köré fűzött történet, a bestsellerré lett és egy darabig az eladási listákat is vezető Az ötös számú vágóhíd című regénye hozta meg, amely nevét ismertté tette a nagyközönség előtt is. A hirtelen jött siker nem vakította el, sőt, 1973-ban megjelent, Bajnokok reggelije című könyvét utolsó regényének szánta, ennek ellenére – a rá jellemző megfontolt és önérlelő munkatempóban – az 1990-es évek végéig további nyolc regényt írt meg. Egyúttal az 1970-es évektől más műfajokkal is próbálkozott: első, háromfelvonásos darabja, a Happy birthday, Wanda June 1972-től 142 off-Broadway előadást ért meg. Később is jelentkezett szín- és hangjátékokkal, azonkívül közreműködött televíziós és filmforgatókönyvek megírásában. A műveiből készült filmadaptációk egyikében-másikában pár pillanatra statisztaként is feltűnt (Between Time and Timbuktu, 1972), de epizodistaként felbukkant a Vissza a suliba (Back to School – rendezte Alan Metter, 1986) című filmben is, ahol a Kurt Vonnegut munkásságáról diplomamunkát író milliomos főszereplőnek maga Vonnegut segített elkészíteni a disszertációt, valamint feltűnt a That Day in November (1988) című filmben is.
Rajzaiból 1980-ban New Yorkban egyéni kiállítást rendeztek.

### Tanári működése és elismerései
Több iskolában, egyetemen előadott írás- és irodalomelméletet: 1965-ben a sandwichi Hopefields Schoolban angolt, 1965–1967-ben az Iowai Egyetem íróműhelyében, 1970–1971-ben a Harvardon kreatív írást, 1973–1974-ben a New York-i Egyetemen angol prózairodalmat, 2000-től a northamptoni Smith College-ban haladóknak írástechnikát tanított. 1973-ban az Indianai Egyetem, 1974-ben a genevai Hobart and William Smith Colleges tiszteletbeli doktorává avatták (litterarum humaniorum doctor (LHD), honoris causa). 1972-ben a PEN club amerikai szervezetének alelnöke lett, valamint az Amerikai Művészeti és Irodalmi Akadémia (American Academy of Arts and Letters) tagjává, 1975-ben pedig alelnökévé választották. 1981-ben a New York Public Library Irodalmi Oroszlán (Literary Lion)-díját, ugyanabban az évben a politikai példaképéről elnevezett Eugene V. Debs-díjat, 1982-ben a Playboytól és a Chicago Public Library Baráti Körétől elnyerte az „Olvasás szabadsága” díjat (Freedom to Read Award). 1992-ben az Amerikai Humanista Szövetség (American Humanist Association) az év humanistájává választotta, 2001-ben pedig a New York Állami Írók Intézete (New York State Writers Institute) New York Állam Szerzője címet adományozta számára. 1967-ben Guggenheim-ösztöndíjjal hadifogsága helyszínén, Drezdában járt.

### Családi élet

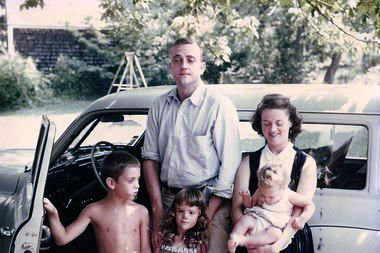
Kurt Vonnegut feleségével és három gyermekével (1955)

Vonnegut és Jane Marie Cox (1922 – 1986. december 19.) házasságából három gyermek született: a későbbi gyermekorvos és író Mark (1947), a képzőművész Edith (1949) és Nanette (1954). Vonnegut nővére, Alice (1917–1958) és annak férje, John Adams (James Carmalt Adams, 1913–1958) 1958-ban pár nap különbséggel 1958. szeptember 17-én, illetve 15-én meghalt, így árván maradt három gyermeküket, James, Steven és Kurt (Tiger) Adamset a Vonnegut család magához vette. Vonnegut 1971-ben különköltözött feleségétől és New Yorkban telepedett le, végül 1979-ben el is váltak. 1979. november 24-én összeházasodott a fényképész Jill Krementzcel, akivel közösen adoptálták Lili lányukat (1982). 1991-ben ugyan válókeresetet nyújtottak be, ezt azonban később visszavonták, és mindvégig együtt éltek a manhattani Keleti 48. utcában; emellett házuk volt a Long Island-i Sagaponackban is. 2000. január 30-án manhattani lakásukban tűz ütött ki – a vizsgálat szerint a láncdohányos író gondatlan cigarettázása miatt –, s a füstmérgezést szenvedett hetvenhét éves Vonnegutot a New York-i presbiteriánus kórházban kezelték.

### Halála
Vonnegut 2007. március végén manhattani otthonában elesett, végzetes agysérülést szenvedett, és pár héttel később, nyolcvannégy éves korában, április 11-én az esti órákban meghalt.

## Munkássága
Az irodalomban egyetemi szinten nem képzett Vonnegut saját irodalmi példaképeként gyakran hivatkozott Arisztophanészra (Kr. e. 446–388), Henry David Thoreau-ra (1817–1862), a szintén közép-nyugati Mark Twainre (1835–1910), Robert Louis Stevensonra (1850–1894), illetve kortársai közül Ernest Hemingwayre (1899–1961), Jorge Luis Borgesre (1899–1986), George Orwellre (1903–1950), azonkívül John Barthra (1930) és Donald Barthelme-re (1931–1989), az experimentális irodalmi irányzatot követő amerikai írókra is.

### Stílusjegyei
Vonnegut munkásságának első szakaszában, az 1950-es, '60-as években, jórészt megélhetési okokból írta elbeszéléseit a népszerű magazinok számára. Sodró lendületű, ötletes, egyszerre kacagtató és elgondolkodtató novellái nagy népszerűségnek örvendtek, ugyanakkor kiváló terepül szolgáltak írói készsége fejlesztéséhez. E korai írásokban kristályosodtak ki azok a jellegzetes vonneguti vonások, témák és írói technikák, amelyeket későbbi regényeiben kamatoztatott. Novelláinak egy része második világháborús élményeiből táplálkozik, de elbeszéléseit döntően a General Electric vállalatnál tapasztalt, az 1950-es évek Amerikájára jellemző technikaimádat kipellengérezésének szentelte, s egy illúzióit vesztett, elidegenedett társadalom jövőbeni képét festette fel. Miután regényíróként is befutott, elbeszéléseket csak elvétve írt az Esquire, Playboy, Galaxy Science Fiction, Magazine of Fantasy and Science Fiction hasábjain.). Élénk képzelete regényeinek egyik állandó szereplőjében, Kilgore Troutban élt tovább. A képzeletbeli Iliumban (Trója alternatív neve az antik mitológiában), a Cohoes városában élő Trout ontja magából a jobbnál jobb sci-fi történeteket, amelyeket aztán pornómagazinokban publikál. Vonnegut képzeletén keresztül, Trout teremtményei az életet és a halált sztoikus nyugalommal szemlélő Tralfamador bolygó lakói.
Korai művei, elbeszéléseinek java része és néhány regénye (Utópia 14, A Titán szirénjei, Macskabölcső, Az ötös számú vágóhíd, Börleszk, A második édenkert, Időomlás) a tudományos-fantasztikus irodalmi zsáner sci-fi jegyeit viselik magukon; ezért nevezték – és helyenként még manapság is nevezik – Vonnegutot sci-fi-írónak. Valójában műveinek csak hátteréül és kiindulópontjául szolgált a tudományos-technikai haladás, és ennek elsősorban az egyénekre és a társadalomra gyakorolt hatását igyekezett felmérni. Ebben a tekintetben elbeszélései (és részben regényei) inkább antiutópisztikus társadalomrajzoknak, civilizációkritikának nevezhetőek, s az ún. science fiction elemek voltaképpen a jelenkori társadalom szürreális metafórái, hasonlóan Aldous Huxley írásaihoz. Maga Vonnegut is elutasította a „sci-fi” írói címkét, bár tagadhatatlanul vonzódott hozzá (lásd könyveinek tipikusan tudományos-fantasztikus elemeit, mint a kronoszinklasztikus infundibulum A Titán szirénjeiben, vagy a tralfamadori „emberkert” Az ötös számú vágóhídban). Ugyanakkor világalkotó képzeletének tanúbizonysága – ha nem is technikai szinten – megannyi regénye. Alig található olyan Vonnegut-mű, amelyben ne „alapítana” vallást vagy vázolna fel egy újfajta társadalmi modellt: az Utópia 14 mérnöktársadalma a technikai fejlődést bálványozza; A Titán szirénjeiben a magukra hagyott embereket a „Merőben Közönyös Isten Egyháza” gyűjti felekezetbe; a Macskabölcső San Lorenzo szigetének egyeduralkodó vallása a bokononizmus; a Börleszkben a „Nincs többé magány!” mozgalom szervezi mesterséges nagycsaládokba az amerikaiakat és így tovább.

#### Nyelvezete
Vonnegut szellemes és lényeglátó szatírája, a nevettetés gyógyírként való alkalmazása bajainkra, szállóigévé váló megjegyzései („Így megy ez”), írói stílusának fő erőssége. Maga Vonnegut makacsul ellenállt a beskatulyázásnak, és elutasította magától a „szatirikus író”, valamint a „fekete humor” bélyegét is. További jellemző stílusjegye nyelvezetének keresetlen, de találó egyszerűsége és plaszticitása, és gyakran a trágárságot is magában foglaló szókimondása. Tanú erre az általa illusztrált Bajnokok reggelijében a „rajzkészsége érettségét érzékeltető”, segglyukról készült illusztrációja, mely utolsó könyve, A hazátlan ember motívumául is szolgált.

#### Önéletrajzi vonatkozások
A Vonnegut-írások nem szűkölködnek az önéletrajzi vonásokban. A Mesterlövész főszereplője, Rudy Waltz gyermekkora helyenként Vonnegut indianapolisi ifjúságát idézi. A Bajnokok reggelijében maga az író, Kurt Vonnegut is megjelenik, hogy felszabadítsa és szabad akarattal ruházza fel karaktereit. Regényeinek gyakori szereplője, az író Kilgore Trout némileg Vonnegut alteregója, de bizonyos vonatkozásokban édesapjáról mintázta karakterét. 1944-ben öngyilkosságot elkövetett édesanyja alakját idézi többek között a Bajnokok reggelijében szereplő Celia Hoover; műveiben általában szenvtelen, gyermekeiktől és a világtól elidegenedett anyák jelennek meg. Emellett több könyvében, különböző szerepkörökben megjelent második világháborús katonatársa és barátja, Bernard V. O’Hare is. Vonnegutot gyakran érte a vád, hogy karakterrajzai nem eléggé árnyaltak. Ez egyrészt megállja a helyét, hiszen Vonnegut szándéka szerint és szatiristához híven típusokat és magatartásmintákat mutatott be, másrészt regényeiben találkozhatunk mély emberismerettel kidolgozott jellemekkel is, mint például az Éj anyánk Howard W. Campbellje, a Kékszakáll minimalista festője, Rabo Karabekian, és a Börtöntöltelékben szereplő Walter F. Starbuck alakja.

#### Társadalomkritika
Az 1970-es évektől kezdve regényeiben élesedni kezdett társadalomkritikája, de a közéletben is erőteljesebben hallatta hangját. Szót emelt a vietnámi háború, egyáltalán a militarizmus, a folytonos háborúzás ellen. Megkérdőjelezte a technikai fejlődés őrült ütemét, az amerikai életformát, a rossz értelemben vett amerikai nacionalizmust, kritizálta a Richard Nixon-féle kormányvezetést, majd később Ronald Reagan adminisztrációjának visszásságait:
az ország előtt titokban tartott politikai manővereket (mint például az „Irán-kontrák” fiaskója, 1987), a korrupciót és a cenzúrát. Emellett figyelemmel fordult a nemzetközi világ történései felé is. Az 1960-as évek végén ellátogatott az éhínség sújtotta Biafrába, de később is többször megfordult az afrikai kontinensen mint afféle jószolgálati nagykövet. Írótársaival együtt szót emelt a kommunista blokk és a harmadik világ országainak cenzúrája és antidemokratizmusa ellen. Élete vége felé a George W. Bush vezette kormányzat legélesebb hangú ellenzői közé tartozott.
Társadalmi szerepvállalásainak másik oldala, hogy a munkáiban hol lázadónak, hol bölcsnek mutatkozó író a valóságban nem annyira hasonlított a könyvekből megismert személyre. Például - mint az a Charles J. Shields által írt önéletrajzból kiderül - a könyveiben a környezet pusztulását sirató, érzéketlen cégeket ostorozó szerzőnek részvényei voltak külszíni bányában és napalmgyártásban érdekelt vállalatokban is.

„Cégünknél dolgozott egy Ronald Reagan nevezetű lerobbant moziszínész is. Ez az illető folyton előadó körúton volt. Kereskedelmi kamaráknál, energiaszolgáltató trösztöknél, efféléknél a szocializmus gonoszságáról értekezett. Soha nem találkoztam vele, ezért megmaradtam szocialistának.
”

– Vonnegut a General Electricnél töltött időszakáról
In: A hamvaskék sárkány (2000)

### Jelentősebb regényei

#### Utópia 14 / Gépzongora (1952)
Vonnegut első regényének központjában a modern technika uralta jövő és az ennek eljövetelét előmozdító, elitista és öntelt mérnöktársadalom áll. A mérnökök minden munkafolyamatot automatizálnak, minden a gépek felügyelete alatt áll, de azt, hogy ezzel az embereket megfosztják a hasznosság érzésétől, már nem veszik figyelembe. Felfogásuk szerint a mérnökökön kívül mindenki felesleges, ugyanakkor mindenkinek hálát kell éreznie az életet „megkönnyítő” mérnökök iránt. E kiváltságos technokraták egyike, az Ilium Művek (valójában a General Electric) mérnöke, Paul Proteus szembesül az egyszerű emberek és önnön boldogtalanságával, egyszersmind a gyárban végzett munka általánosan elidegenítő jellegével. Csatlakozik egy kialakulóban lévő mérnökellenes forradalomhoz, majd a mozgalom egyik vezetője lesz. A felkelők sikeresen elfoglalják Ilium városát, szétverik a gépeket, majd – immár hasznos elfoglaltságot találván maguknak – szép sorban megjavítják őket. Ezzel aztán kezdetét veszi a „szép, új világ” újbóli felépítése: a gépromboló forradalom elbukott. Ebben az első regényében a General Electric embertelen világában tapasztalt élményeit dolgozta fel antiutópisztikus módon, s bár a könyv végkifejlete reménytelenséget, kiúttalanságot sugall, a kezdő író szellemessége, nyelvi fordulatai és antropológián edzett emberismerete, társadalomelemző vénája már itt is megmutatkozik. Vonnegut eredetileg a Player piano (Gépzongora) címet adta regényének, de a kiadók a „science fiction” korábbi népszerűségét kihasználva az Utopia-14 (Utópia 14) címmel látták el.
Az első magyar fordítás is ez utóbbi címen jelent meg – a kor paraméterei szerint cenzúrázva –, az első korrekt hazai kiadásig (Gépzongora) még három évtizedet kellett várni.

#### Macskabölcső (1963)
A történet kiindulópontja: Felix Hoenekker, a munkája következményeivel szemben közömbös, de zseniális Nobel-díjas fizikus feltalálja a szuperjeget, amely bármely tömegű vizet azonnal jéggé fagyaszt. Találmánya hirtelen halála miatt titokban marad, s három gyermeke osztozik az apai „örökségen”. Későbbi életükben a szuperjégért cserébe különféle előnyöket vásárolnak maguknak (szerelmet, gazdagságot, hatalmat). A regény központi váza: mindhárman találkoznak San Lorenzo szigetén, ahol az idősebb fivér, Frank Hoenekker a szuperjégért cserébe a helyi kényúr, Papa Monzano utóda és csodálatos szépségű leányának, Mona Monzanónak a férje lesz. A nyomorban élő szigetlakók vallása Bokonon, a mezítlábas próféta tanításai és versei (kalüpszói) nyomán terjedő bokononizmus, mely a szörnyű külvilág elfeledtetésén, önáltatáson és hazugságokon (bokononi kifejezéssel fomákon) keresztül vél rávezetni a boldogsághoz vezető útra. A Papa Monzano tulajdonába került szuperjég sorozatos baleseteken keresztül a környező óceán befagyásához, ezután a levegő párájának kővédermedéséhez, végül a világvégéhez vezet el. A regény egyfelől ismét társadalomkritika: a lélektelen és világpusztító technikai fejlődésen túl San Lorenzo példáján keresztül a hatalom lélekrajzát is találóan festi meg (erőszak és ideológia kettőse). Másfelől az élet értelmetlenségét és kuszaságát igyekszik megragadni, erre utal szimbolikusan a kötet címe is.
A macskabölcső (angolul: cat’s cradle) egy kétkezes-hurkolós játék: az ujjaink köré tekert zsineg ki-be fordításával különféle alakzatokat lehet létrehozni. A regény egyik szereplője, Newt Hoenekker kétségbeesetten figyeli macskabölcsőt játszó apját, s agyában ott tombol a kérdés: „Hol itt a macska?! Hol itt a bölcső?!”

#### Az ötös számú vágóhíd (1969)
Vonnegut talán legismertebb, háborúellenes regénye, amelyben Drezda személyesen is megtapasztalt, 1945-ös szőnyegbombázásának állított emléket. A történet főhőse, Billy Pilgrim a szerző alteregójaként megjárja a második világháborút, fogságba esik és megéli a drezdai kataklizmát. Később a főhőst elrabolják Tralfamador bolygó lakói, és ennek következtében kiesik az időből, azaz tetszése szerint mozog élete különböző pontjai között, születésétől a haláláig. Mindez a tralfamadoriak idő- és életszemléletére reflektál: életünk nem egymást követő események láncolata, hanem minden egyes pillanata egyszerre létezik – múlt, jelen és jövő egyszerre meghatározott és megváltozhatatlan. Igazából tehát nem halunk meg, hiszen a pillanatok sorozatában továbbra is élünk. Ennek megfelelően a szerző történetkezelése sem lineáris, egyik helyszínről és időből a másikba ugrunk és így követjük végig Billy életét, egészen haláláig. Vonnegut ebben a regényében használta először híressé vált, szarkasztikus, összegző mondatát: valahányszor a halálról esik szó, a szerző hozzáteszi: „Így megy ez” (angol eredetiben „And so it goes”). Mindez a tralfamadoriak a fentebb ismertetett időszemléletét tükrözi: valahányszor valakinek a haláláról hallanak, a tralfamadoriak megvonják vállukat és így szólnak: „Így megy ez.”

## Művei
Az alábbi listában az amerikai első kiadásokat, illetve az egyes fordításváltozatok első magyar nyelvű megjelenéseit közöltük.

### Regények
| Eredeti cím                                                             | Megjelenési adatok                            | Magyar fordítás                                                                          | Megjelenési adatok |
| ----------------------------------------------------------------------- | --------------------------------------------- | ---------------------------------------------------------------------------------------- | --- |
| Player Piano                                                            | New York, Delacorte, 1952                     | Utópia 14                                                                                | ford. Vajda Gábor, Budapest, Kossuth, 1972 /Kossuth Fantasztikus Könyvek sorozat, szerk.: Kuczka Péter/                   |
| Player Piano                                                            | New York, Delacorte, 1952                     | Utópia                                                                                   | ford. Vajda Gábor, Budapest, Totem, 1993, ISBN 963-7888-19-5                                                              |
| Player Piano                                                            | New York, Delacorte, 1952                     | Gépzongora                                                                               | ford. Molnár István, Budapest, Maecenas, 2006, ISBN 963-203-148-2                                                         |
| The sirens of Titan                                                     | New York, Delacorte, 1959                     | A Titán szirénjei                                                                        | ford. Borbás Mária, Budapest, Móra, 1988, ISBN 963-11-6335-0 /Kozmosz Fantasztikus Könyvek sorozat, szerk.: Kuczka Péter/ |
| Mother Night                                                            | New York, Delacorte, 1961                     | Éj anyánk                                                                                | ford. Békés András, Budapest, Maecenas, 1990, ISBN 963-7425-29-2                                                          |
| Cat’s cradle                                                            | New York, Holt, Rinehart and Winston, 1963    | Macskabölcső                                                                             | ford. Borbás Mária, Orbán Ottó, ill. Réber László, Budapest, Európa, 1978, ISBN 963-07-0941-4                             |
| God bless you, Mr. Rosewater, or Pearls before swine                    | New York, Holt, Rinehart and Winston, 1965    | Áldja meg az Isten, Mr. Rosewater                                                        | ford. Szilágyi Tibor, Budapest, Európa, 1973                                                                              |
| Slaughterhouse-five, or The children’s crusade, a duty-dance with death | New York, Delacorte, 1969                     | Az ötös számú vágóhíd, avagy A gyermekek keresztes hadjárata, szolgálati tánc a halállal | ford. Nemes László, Budapest, Európa, 1973                                                                                |
| Breakfast of champions, or Goodbye blue Monday!                         | New York, Delacorte, 1973                     | Bajnokok reggelije                                                                       | ford. Békés András, Budapest, Maecenas, 1988, ISBN 963-02-5651-7                                                          |
| Slapstick, or Lonesome no more!                                         | New York, Delacorte, 1976, ISBN 0-440-08046-0 | Börleszk, avagy Nincs többé magány                                                       | ford. Borbás Mária, Orbán Ottó, ill. Réber László, Budapest, Európa, 1981, ISBN 963-07-2238-0                             |
| Jailbird                                                                | New York, Delacorte, 1979, ISBN 0-440-05449-4 | Börtöntöltelék                                                                           | ford. Borbás Mária, Orbán Ottó, Budapest, Európa, 1983, ISBN 963-07-3041-3                                                |
| Deadeye Dick                                                            | New York, Delacorte, 1982, ISBN 0-440-01780-7 | Mesterlövész                                                                             | ford. Borbás Mária, Budapest, Európa, 1986, ISBN 963-07-4017-6                                                            |
| Galápagos                                                               | New York, Delacorte, 1985, ISBN 0-385-29416-6 | Második édenkert: Egymillió éves időutazás                                               | ford. Uram Tamás, Budapest, Új Vénusz, 1993, ISBN 963-7755-58-6                                                           |
| Bluebeard                                                               | New York, Delacorte, 1987, ISBN 0-385-29590-1 | Kékszakáll                                                                               | ford. Kappanyos András, Budapest, Maecenas, 1991, ISBN 963-7425-33-0                                                      |
| Bluebeard                                                               | New York, Delacorte, 1987, ISBN 0-385-29590-1 | Kékszakáll                                                                               | ford., utószó Szántó György Tibor; Helikon, Bp., 2017, ISBN 978-963-227-853-7                                             |
| Hocus pocus                                                             | New York, Putnam’s, 1990, ISBN 0-399-13524-3  | Hókuszpókusz                                                                             | ford. Molnár István, Budapest, Maecenas, 1994, ISBN 963-8469-01-3                                                         |
| Timequake                                                               | New York, Putnam’s, 1997, ISBN 0-399-13737-8  | Időomlás                                                                                 | ford. Borbás Mária, Budapest, Magyar Könyvklub – Maecenas, 1998, ISBN 963-548-690-1                                       |

### Elbeszéléskötetek
| Eredeti cím                                              | Megjelenési adatok                                | Magyar fordítás       | Megjelenési adatok |
| -------------------------------------------------------- | ------------------------------------------------- | --------------------- | --- |
| Canary in a cat house                                    | Greenwich, Fawcett Publications, 1961             |                       | |
| Welcome to the monkey house: A collection of short works | New York, Delacorte, 1968                         | Majomház              | ford. Kőrös László, Budapest, Totem, 1995, ISBN 963-7888-50-0                                                                  |
| Sun, moon, star                                          | New York, Harper & Row, 1980, ISBN 0-06-026319-9  | (karácsonyi történet) | |
| Bagombo snuff box, Uncollected short fiction             | New York, Putnam’s Sons, 1999, ISBN 0-399-14505-2 | A hamvaskék sárkány   | ford. Békés András, Kappanyos András, Molnár István, Nemes László, Szántó György, Budapest, Maecenas, 2000, ISBN 963-203-020-6 |

### Drámai művek
| Eredeti cím                                                 | Megjelenési adatok                                       | Megjegyzések |
| ----------------------------------------------------------- | -------------------------------------------------------- | --- |
| Happy birthday, Wanda June: A play in three acts            | New York, French, 1971                                   | Magyarul: Boldog születésnapot, Wanda June! Ford. Szántó György Tibor. Budapest: Helikon. 2018. ISBN 978-963-479-014-3 |
| Between time and Timbuktu, or Prometheus-5: A space fantasy | New York, Delacorte, 1972                                | Televíziós forgatókönyv.                                                                                               |
| Miss Temptation                                             | Woodstock, Dramatic Publishing, 1993, ISBN 0-87129-334-X | |
| Make up your mind                                           | 1993                                                     | Kiadatlan szöveg, 1993-ban játszották a New York-i New Group Theater színpadán.                                        |

### Esszék és önéletrajzi írások
| Eredeti cím                                                                       | Megjelenési adatok                                                              | Magyar fordítás                                              | Megjelenési adatok                                                                        |
| --------------------------------------------------------------------------------- | ------------------------------------------------------------------------------- | ------------------------------------------------------------ | ----------------------------------------------------------------------------------------- |
| Wampeters, foma & granfalloons: Opinions                                          | New York, Delacorte, 1974, ISBN 0-440-08717-1                                   | Vámpéterek, foma és nagybömbök                               | ford. Révbíró Tamás, Budapest, Maecenas, 2011, ISBN 978 963 203 240 5                     |
| Palm Sunday: An autobiographical collage                                          | New York, Delacorte, 1981, ISBN 0-440-06593-3                                   | Virágvasárnap: Önéletrajzi jegyzetek                         | ford. Borbás Mária, Szántó György Tibor, Budapest, Maecenas, 2002, ISBN 963-203-062-1     |
| Nothing is lost save honor: Two essays                                            | Jackson, Nouveau Press, 1984                                                    |                                                              |                                                                                           |
| Fates worse than death: An autobiographical collage of the 1980s                  | New York, Putnam’s Sons, 1991, ISBN 0-399-13633-9                               | Halálnál is rosszabb: Életrajzi jegyzetek az 1980-as évekből | ford. Szántó György Tibor, Tótfalusi István, Budapest, Maecenas, 1995, ISBN 963-8469-38-2 |
| God bless you, Dr. Kevorkian (képzelt riportok)                                   | New York, Seven Stories Press, 1999, ISBN 1-58322-020-8                         | Áldja meg az Isten, Dr. Kevorkian                            | ford. Hideg János, Budapest, Gulliver, 2001, ISBN 963-9232-16-5                           |
| A man without a country                                                           | New York, Seven Stories Press, 2005, ISBN 978-1-58322-713-8                     | A hazátlan ember                                             | ford. Békési József, Budapest, Nyitott Könyvműhely, 2006, ISBN 963-86890-3-X              |
| Armageddon in retrospect: and other new and unpublished writings on war and peace | New York, G. P. Putnam’s Sons, 2008, ISBN 978-0-399-15508-6 (posztumusz kiadás) | Ördögcsapda                                                  | ford. Szántó György Tibor, Budapest, Maecenas, 2009                                       |
| Look at the Birdie                                                                | Delacorte Press, 2009, ISBN 978-0385343718 (posztumusz kiadás)                  | A repülő macska (Tizennégy kiadatlan novella)                | ford. Szántó György Tibor, Budapest, Maecenas, 2010, ISBN 978-963-203-224-5               |
| While Mortals Sleep                                                               | Delacorte Press, 2011, ISBN 978-0099529064 (posztumusz kiadás)                  | Míg a halandók alszanak (Tizenhat kiadatlan novella)         | ford. Szántó György Tibor, Budapest, Maecenas, 2012, ISBN 978-963-203-250-4               |
| Sucker's Portfolio. A Collection of Previously Unpublished Writing                | Amazon Publishing, 2013, ISBN 9781480516557 (posztumusz kiadás)                 | Éden a folyónál                                              | ford. Szántó György Tibor, Budapest, Helikon, 2014, ISBN 978-963-227-553-6                |
| If this isn't nice, what is? Advice to the young. The graduation speeches         | Seven Stories Press, 2014, ISBN 9781609805913 (posztumusz kiadás)               | Mi szép, ha nem ez? A vonnegutizmus alapjai                  | ford. Szántó György Tibor, Budapest, Helikon, 2015, ISBN 978-963-227-621-2                |

### Interjúkötetek
| Szerző, cím                                                             | Megjelenési adatok                                                 | Magyar fordítás                                    | Megjelenési adatok                                                                          |
| ----------------------------------------------------------------------- | ------------------------------------------------------------------ | -------------------------------------------------- | ------------------------------------------------------------------------------------------- |
| William Rodney Allen, Conversations with Kurt Vonnegut                  | Jackson, University Press of Mississippi, 1988, ISBN 0-87805-357-3 |                                                    |                                                                                             |
| Lee Stringer, Like shaking hands with God: A conversation about writing | New York, Seven Stories Press, 1999, ISBN 1-58322-003-8            | Fedél nélkül New Yorkban: Beszélgetések az írásról | ford. Kepes János és Szántai Zsolt, Budapest, Nyitott Könyvműhely, 2006, ISBN 963-9725-05-6 |

### Forgatókönyvek
| Film címe                      | Év   | Rendezte      | Megjegyzések                           |
| ------------------------------ | ---- | ------------- | -------------------------------------- |
| The Runaways                   | 1961 | Roy Huggins   | A Bus Stop televíziós sorozat epizódja |
| Between Time and Timbuktu (TV) | 1972 | Fred Barzyk   |                                        |
| Next Door                      | 1975 | Andrew Silver |                                        |

## Filmadaptációk
| Film címe                                            | Magyar címe           | Év   | Rendezte        |
| ---------------------------------------------------- | --------------------- | ---- | --------------- |
| Happy Birthday, Wanda June                           |                       | 1971 | Mark Robson     |
| Slaughterhouse Five                                  | Az ötös számú vágóhíd | 1972 | George Roy Hill |
| Rex Harrison Presents Stories of Love (TV, „Epicac”) |                       | 1974 |                 |
| Who Am I This Time (TV)                              |                       | 1982 | Jonathan Demme  |
| Slapstick (Of Another Kind)                          | Börleszk              | 1982 | Stephen Paul    |
| Displaced Person (TV)                                |                       | 1985 | Alan Bridges    |
| Welcome to the Monkey House (TV)                     | Majomház              | 1991 |                 |
| Harrison Bergeron (TV)                               | Harrison Bergeron     | 1995 | Bruce Pittman   |
| Mother Night                                         | Éj anyánk             | 1996 | Keith Gordon    |
| Breakfast of Champions                               | Bajnokok reggelije    | 1999 | Alan Rudolph    |

### Életrajzok és nekrológok
- (angol) Kurt Vonnegut weboldal (vonnegut.com)
- (angol) The Vonnegut Web
- Kurt Vonnegut élete (Karmapolis)
- Még egy életrajz
- (angol) Encyclopedia of World Biography on Kurt Vonnegut, Jr.

### Művei magyarul
- Az ötös számú vágóhíd magyarul
- A Bajnokok reggelije magyarul

### Művei angolul
- „Cold Turkey” Archiválva 2005. április 21-i dátummal a Wayback Machine-ben, Vonnegut esszéje
- Egy AOL interjú leírt változata (1996. november 22., szerzők Jesse Kornbluth és Robert B. Weide)
- „I Love You, Madame Librarian” Archiválva 2005. április 19-i dátummal a Wayback Machine-ben, Vonnegut cikke
- „A vég közel” Archiválva 2005. március 10-i dátummal a Wayback Machine-ben – Vonnegut rovata az In These Times-ban
- „Requiem egy álmodozóért” Archiválva 2005. március 10-i dátummal a Wayback Machine-ben – Vonnegut rovata az In These Times-ban

### Róla szóló irodalom
- „Kurt Vonnegut különös esete az Internettel” – Wesselényi Andrea cikke az Internet Kalauzból (1998)
- Charles J. Shields: Így megy ez. Kurt Vonnegut élete; ford. Pék Zoltán; Maecenas, Bp., 2012
- Ginger Strand: A Vonnegut testvérek. Tudomány és fantasztikum a varázsházban; ford., utószó Mészáros Ernő; Balassi, Bp., 2020